# Володимирівська сільська рада (Приазовський район)
| Володимирівська сільська рада — колишній орган місцевого самоврядування у Приазовському районі Запорізької області з адміністративним центром у с. Володимирівка. Історична дата утворення: в 1943 році. Водоймища на території, підпорядкованій даній раді: р. Корсак. Сільській раді були підпорядковані населені пункти: - с. Володимирівка |

## Склад ради
Рада складалася з 14 депутатів та голови.

### Керівний склад ради
| ПІБ                         | Основні відомості                                                                      | Дата обрання | Дата звільнення |
| --------------------------- | -------------------------------------------------------------------------------------- | ------------ | --------------- |
| Байбара Маргарита Василівна | Сільський голова, 1963 року народження, освіта, Всеукраїнське об'єднання 'Батьківщина' | 26.03.2006   | 01.05.2007      |
| Щербина Ольга Анатоліївна   | Сільський голова, 1963 року народження, освіта, член Партії регіонів                   | 09.09.2007   | 31.10.2010      |

Примітка: таблиця складена за даними джерела